# DVD-R

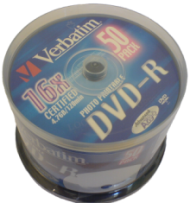

DVD-R은 DVD를 기록할 수 있는 포맷이다. 파이오니어가 개발한 표준 용량은 3.95 GB (3.68 GiB)였지만, DVD-R은의 용량은 보통 4.71 GB (4.39 GiB)이다. 앞서 언급한 두 개의 값은 이전 광학 매체인 700 MB CD-R보다 용량이 크다.
파이오니어는 8.54 GB 듀얼 레이어 버전인 DVD-R DL를 개발하여 2005년에 시장에 내놓았다. DVD-R의 데이터는 변경하지 못하는 반면에, DVD-RW 매체는 여러 번(1000번 이상) 다시 기록할 수 있다. DVD-R(W)는 경쟁 산업 표준인 DVD 포맷 가운데 하나이며, 이와 다른 종류로는 DVD+R(W)와 DVD-RAM이 있다.

## 기록가능한 DVD 용량 비교
| 디스크 종류 | 데이터 섹터 수 (각각 2,048 B) | 용량 (바이트) | GB 용량 | GiB 용량 |
| ----------- | ----------------------------- | ------------- | ------- | -------- |
| DVD-R (SL)  | 2,298,496                     | 4,707,319,808 | 4.7     | 4.384    |
| DVD+R (SL)  | 2,295,104                     | 4,700,372,992 | 4.7     | 4.378    |
| DVD-R DL    | 4,171,712                     | 8,543,666,176 | 8.5     | 7.957    |
| DVD+R DL    | 4,173,824                     | 8,547,991,552 | 8.5     | 7.961    |

## 속도
| 드라이브 속도 | 데이터 속도 (MB/초) | 데이터 속도 (Mbit/초) | 싱글 레이어 DVD-R 기준 쓰기 속도 |
| ------------- | ------------------- | --------------------- | -------------------------------- |
| 1X            | 1.32 MB/초          | 10.56 Mbit/초         | 60 분                            |
| 2X            | 2.64 MB/초          | 21.12 Mbit/초         | 30 분 (CLV)                      |
| 4X            | 5.28 MB/초          | 42.24 Mbit/초         | 15 분 (CLV)                      |
| 8X            | 10.56 MB/초         | 84.48 Mbit/초         | 8 분 (Z-CLV)                     |
| 16X           | 21.12 MB/초         | 168.96 Mbit/초        | 5.75 분 (CAV)                    |
| 18X           | 23.76 MB/초         | 190.08 Mbit/초        | 5.5 분 (CAV)                     |
| 20X           | 26.40 MB/초         | 211.20 Mbit/초        | 5 분 (CAV)                       |
| 22X           | 29.04 MB/초         | 232.32 Mbit/초        | 4.5 분 (CAV)                     |
| 24x           | 31.68 MB/초         | 253.44 Mbit/초        | ~4.0 분 (CAV)                    |

## 규격
폴리카보네이트 재질의 두께 1.2 mm와 120mm 지름을 가진 원형 디스크가 표준이며, 국제표준인 ISO 9660가 널리쓰인다. 마이크로소프트 윈도우 계열과 매킨토시계열을 비롯한 다양한 플랫폼에서 호환된다. 영상의 경우 120분, 컴퓨터 데이터의 경우, 4.7 GB까지 저장되며 변형 DVD-R DL은 240분의 비디오와 8.5 GB의 데이터를 기록 가능하다. 특정 DVD라이터의 경우 데이터를 높은 밀도로 저장하는 방식으로 1.2 GB를 저장하기도 한다.

## 용도
보통 컴퓨터 데이터를 백업하거나 비디오 DVD를 작성하는 데 쓴다. 많은 이들이 동영상을 저장하는 데 쓴다.

## 같이 보기
- DVD
- DVD 레코더
- DVD-R DL
- DVD+R
- CD-R
- DVD-RW
- DVD+RW
- DVD+RW DL
- DVD-RAM
- 미니DVD